# Burnham Thorpe
Burnham Thorpe is een civil parish in het bestuurlijke gebied King's Lynn en West Norfolk, in het Engelse graafschap Norfolk met 144 inwoners.

## Geboren
- Horatio Nelson (1758-1805), admiraal
- Miranda Raison (1977), actrice